# 伊藤滋 (書道学者)
伊藤 滋（いとう しげる、1946年 - ）は、日本の中国書道学者・考古学者。

## 人物・来歴
福井県に生まれる。東京学芸大学書道科卒業。同大学大学院社会科(東洋史)修了。中国書道史・碑法帖研究、碑法帖拓本の収集・鑑蔵を行う。1992年、陝西省博物館にて「木鶏室蔵歴代金石名拓展覧」、2002年、成田山書道美術館にて「黒白曼荼羅-木鶏室コレクションの金石碑法帖書画展-」を開く。東京学芸大学非常勤講師、岐阜女子大学特任教授を務めた。 

## 編著書
- 『秦漢瓦当文』編著. 日本習字普及協会, 1995.10
- 『游墨春秋 木鶏室金石碑帖拾遺』編著. 日本習字普及協会, 2002.8
- 『開通褒斜道刻石 (木鶏室金石選集 第1巻)』編著. 日本習字普及協会, 2003.7
- 『鄭道昭論経書詩題字四種 (木鶏室金石選集 第2巻)』編著. 日本習字普及協会, 2003.12
- 唐太宗書『晋祠銘 (木鶏室金石選集 第3巻) 』編著. 日本習字普及協会, 2004.7
- 『王羲之蘭亭序 (墨法帖名拓選)』編著. 芸術新聞社, 2008.2
- 『智永真草千字文 寶墨軒藏帖 (墨法帖名拓選)』編著. 芸術新聞社, 2013.10
- 『中国古代瓦の美 文字・画像・紋様の面白さ』編著. 郵研社, 2013.11
- 『鍾繇 宣示表・薦季直表 (墨法帖名拓選)』編著. 芸術新聞社, 2015.9